# Laccio emostatico
Il laccio emostatico è un dispositivo medico che serve a comprimere il flusso sanguigno. Viene generalmente utilizzato durante un prelievo di sangue o durante interventi di primo o pronto soccorso estremamente urgenti per il trattamento di emorragie esterne.

## Storia
Il primo utilizzo attestato di un laccio per fermare le emorragie risale al 1674 da parte del medico francese Etienne Morel. Comunque dal 1517 era pratica comune utilizzare un bendaggio stretto, non propriamente un laccio emostatico, in prossimità della ferita per controllare il sanguinamento. L'utilizzo di laccio emostatico in ambito chirurgico, per poter lavorare su arti con minore flusso sanguigno, è stato introdotto da Joseph Lister nel 1874. Nel 1916 viene pubblicato un articolo sul Royal Army Medical Corp Journal in cui si evidenziavano le complicazioni derivanti dall'utilizzo del laccio emostatico.
L'analisi dei dati relativi alle vittime statunitensi durante la guerra del Vietnam ha mostrato come il 7% delle morti in combattimento sarebbe potuto essere evitato mediante l'applicazione sul campo del laccio emostatico. In ambito civile l'utilizzo del laccio emostatico viene utilizzato per il controllo di emorragie arteriose nell'ambito del Advanced Trauma Life Support.

## Tipologie
Il laccio emostatico semplice può essere piatto o tubolare, realizzato in vari materiali quali lattice, nitrile, stoffa (principalmente per i lacci emostatici tipo tourniquet).
Il tourniquet o tornichetto, è una tipologia di laccio per emostasi arteriosa; coadiuvati da una leva, mettendo in torsione il laccio, permette di generare un'elevata forza tale da garantire l'arresto del flusso sanguigno arterioso. Tale leva può essere mantenuta ferma in avvitamento da un gancio.

## Utilizzo

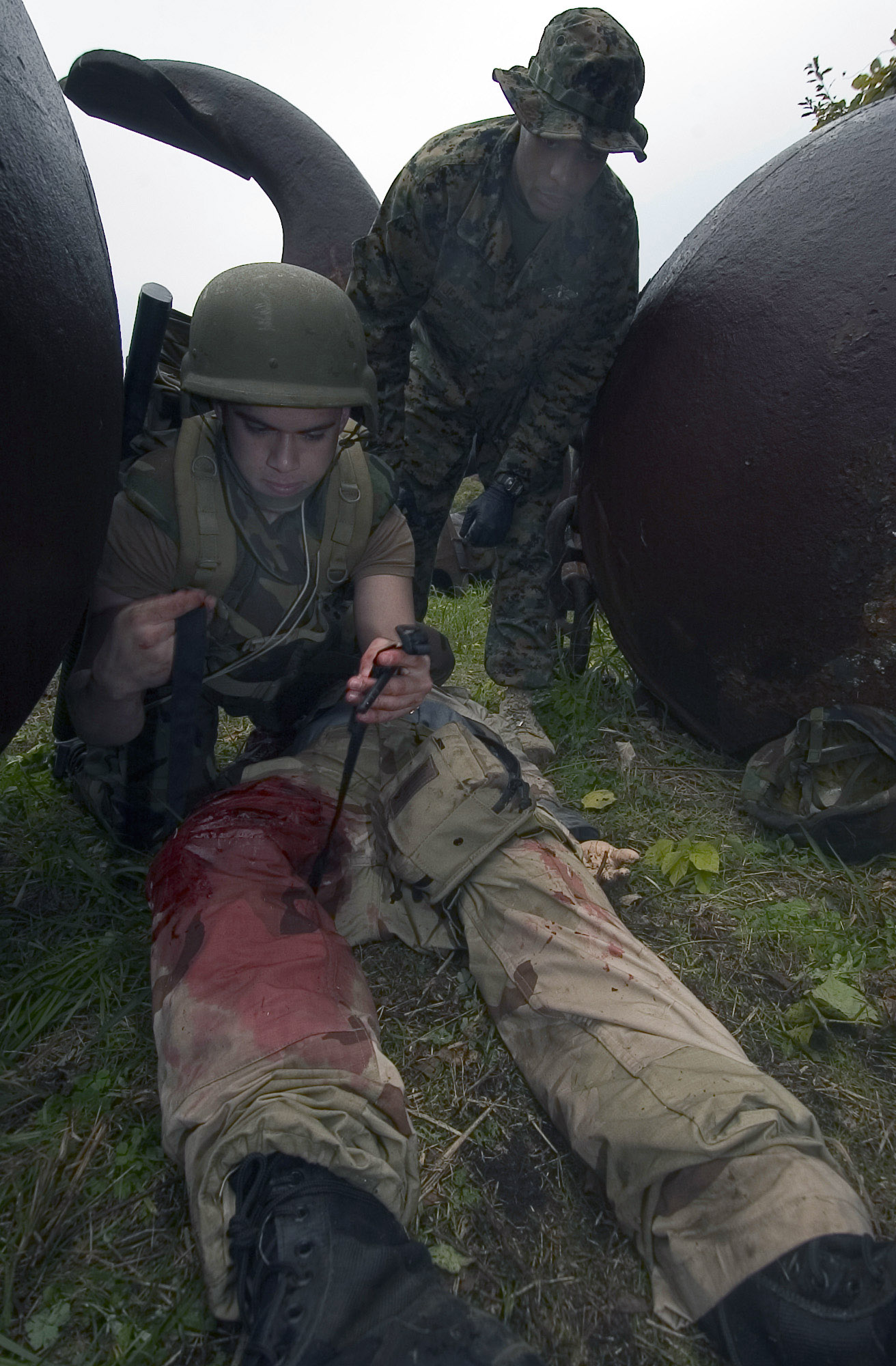
Applicazione di un laccio emostatico durante una esercitazione militare.

In molte situazioni, il laccio emostatico è l'ultima risorsa per il controllo dell'emorragia in emergenza dal momento che viene fermato tutto il flusso di sangue al di sotto della parte distale all'applicazione del laccio, e dunque può di conseguenza uccidere il tessuto, portando ad un'eventuale perdita dell'arto a cui viene applicato. Questa interpretazione e letteratura è quantomeno discussa e discutibile nel 2015, dove nuove statistiche dimostrano esattamente il contrario.
Il raffreddamento dell'arto interessato si è dimostrato utile per prolungare l'applicazione del laccio senza effetti collaterali.
Anche nei casi di amputazione, la maggior parte del sanguinamento può essere controllato attraverso metodi alternativi come la pressione diretta su certi punti di passaggio superficiale delle arterie. L'eccezione avviene quando un arto viene sbrindellato da un trauma fisico massiccio oppure quando un vaso arterioso maggiore viene interrotto nella sua lunghezza. Anche in questi casi, può essere tentato l'utilizzo di un punto di pressione emostatico sopra la ferita (ad.es. prossimale ad una ferita al polpaccio, sul punto inguinale dove l'arteria femorale si superficializza), oppure l'applicazione da parte di un medico di una pinza emostatica per clampare il vaso sanguigno sopra l'area della ferita.
Nonostante tutto, l'uso di bende e lacci emostatici è ampiamente diffuso nelle applicazioni militari, ed ha il potenziale di salvare vite durante un trauma maggiore a un arto. Analisi statistiche hanno dimostrato che nei casi di traumatismo maggiore di un arto, non esiste un nesso apparente tra l'applicazione del tornichetto e la morbidità dell'arto.

### Indicazioni
Nella maggioranza dei casi di emorragie esterne in ambito civile è possibile intervenire senza l'applicazione di laccio emostatico. Tuttavia l'utilizzo di questo dispositivo risulta produttivo in caso di grandi emorragie derivanti da arti amputati o semi-amputati, emorragie non controllabili con altri metodi a causa della posizione della vittima, eventi con numerose vittime e pochi soccorritori in questo modo è possibile mantenere controllo su diverse vittime con poco personale.
In caso di necessità è preferibile utilizzare lacci emostatici commerciali piuttosto che lacci improvvisati dal momento che è stato dimostrato che l'utilizzo di lacci improvvisati aumenta il tempo di applicazione ed i rischi di complicazioni.
Il laccio dovrebbe essere posizionato ad almeno 5 centimetri dalla ferita, evitando di posizionarlo sulle articolazioni e, se possibile, direttamente a contatto della pelle; è comunque preferibile posizionarlo nella parte superiore dell'arto dove all'interno vi è un osso singolo ("omero" per il braccio e "femore" per la gamba) per accentuarne l'efficacia.
Quando il flusso di sangue dalla ferita si arresta significa che il laccio emostatico è posizionato correttamente. Dopo l'applicazione del dispositivo potrebbe essere ancora presente il polso distale, questo non è un indicatore di correttezza dell'applicazione in quanto lo scopo del laccio è quello di arrestare l'emorragia esterna, non il flusso di sangue nell'arto.
Il raffreddamento dell'arto interessato si è dimostrato utile per prolungare l'applicazione del laccio senza effetti collaterali.
Nel trasferimento del paziente da una unità ad un'altra, ad esempio dal personale di soccorso al personale dell'ospedale, la presenza, la posizione e l'ora di applicazione del laccio devono essere comunicate chiaramente. È convenzione scrivere sulla fronte del paziente l'ora in cui è stato applicato il laccio in modo che questa informazione non vada persa.

### Svantaggi nell'uso del laccio emostatico
È considerata reato la lesione personale derivante dall'utilizzo di un laccio emostatico da parte di una persona non addestrata oppure non appartenente al personale sanitario, in molti paesi, soprattutto quando avviene al di fuori dello scopo di prestare il primo soccorso a feriti e può dare luogo a causa civile per risarcimento del danno e/o a denuncia per crimine, specialmente quando una revisione posteriore dell'accaduto determini che l'applicazione del laccio emostatico fosse stata senza motivo.
L'utilizzo del laccio emostatico viene spesso sconsigliato perché l'applicazione non corretta di questo dispositivo può causare danni più gravi dei benefici che l'applicazione comporta. Inoltre la maggior parte delle emorragie può essere controllata esercitando pressione direttamente sulla ferita. Un altro motivo per il quale l'applicazione del laccio emostatico viene sconsigliata deriva dal fatto che in passato veniva utilizzato in maniera clinicamente non appropriata. Uno studio sull'applicazione di lacci emostatici in ambito militare ha rivelato che il 47% delle applicazioni esaminate non erano appropriate. L'applicazione scorretta di un laccio emostatico è spesso causata dal fatto che una applicazione corretta è particolarmente dolorosa, quindi spesso viene applicato troppo largo o rimosso prima dell'arrivo in ospedale.

### Rischi posti dall'emostasi da laccio
Dal momento che il laccio emostatico interrompe l'afflusso di sangue all'arto, l'anossia risultante può provocare la morte dell'arto, rendendo necessaria un'ulteriore amputazione chirurgica dell'arto, proprio sotto il livello dove il laccio viene applicato. Questo è probabile che avvenga se il laccio viene lasciato in quel posto per alcune ore. In qualsiasi circostanza, una volta che un laccio emostatico viene applicato per più di 30 minuti (a causa delle alterazioni emodinamiche ed elettrolitiche), si richiede un trattamento medico avanzato da parte di un medico o in ospedale per salvare l'arto o addirittura la vita del paziente.
I bendaggi a pressione sono a volte confusi con il laccio emostatico tra il personale civile non addestrato. Un bendaggio in pressione viene applicato sia direttamente alla ferita o giusto sopra il percorso arteriale (o venoso) per diminuire il flusso ematico e ridurre la perdita di sangue, senza provocare la totale occlusione del flusso di sangue alla zona della ferita/frattura. In molti casi, i bendaggi a pressione sono efficaci per il primo soccorso pre-medico (prima di giungere al pronto soccorso).
Ridurre l'afflusso sanguigno ad un arto causa ischemia, se questa situazione si protrae per più di due ore può causare necrosi della pelle, danni ai vasi sanguigni o danni ai nervi e muscoli. Se l'applicazione permane per più di sei ore si rende necessaria l'amputazione dell'arto interessato in quanto completamente necrotizzato. La pratica comune di rilasciare e poi stringere nuovamente il laccio per ridurre l'ischemia ha spesso causato un rinnovarsi dell'emorragia e quindi la morte del paziente. Diversi studi sono stati tenuti per individuare il tempo massimo di applicazione senza complicazioni, i risultati si attestano generalmente intorno alle due ore. Tuttavia questi dati si riferiscono a simulazioni effettuate su pazienti sani e in ambiente controllato, i dati su applicazioni d'emergenza sul campo sono piuttosto scarsi quindi non vi è una durata sicura per l'applicazione del laccio. Uno studio effettuato su 110 pazienti con ferite da combattimento ha evidenziato che il 5,5% delle applicazioni, con una durata compresa tra 109 e 187 minuti, hanno causato complicazioni neurologiche ma nessuna di queste ha reso necessaria l'amputazione. Il tempo medio per l'applicazione senza complicazioni è quindi risultato di 78 minuti.

## Laccio emostatico di emergenza
Un laccio emostatico di emergenza oppure un laccio emostatico improvvisato (un asciugamano, benda, cravatta, cinghia, corda, pantalone, straccio, ecc.) strettamente legato, applicato a monte di una ferita rispetto al cuore (distalmente a circa 5 cm al di sopra della ferita) attorno ad una parte corporea (un braccio, una coscia), a volte sono l'unico presidio utilizzabile nel disperato tentativo di fermare un'imponente emorragia traumatica. I punti in cui può essere applicato il laccio non possono avere più di un osso al loro interno, perché la loro compressione potrebbe provocare danni ad altri apparati. Nel caso di emorragie all'avambraccio o alla gamba che necessitino il laccio, sarà possibile applicarlo rispettivamente al braccio o alla coscia, a monte dell'articolazione. Si deve stare attenti ad utilizzare un laccio di larghezza sufficiente (alcuni cm.), visto che altrimenti potrebbero verificarsi danni alle vene a causa della pressione troppo concentrata. I bendaggi e i lacci emostatici sottili sono anche adoperati durante il prelievo venoso e altre procedure mediche. Per sanguinamento severo si intende la perdita di più di 1000 ml (1 litro) di sangue (pari a circa il 20% del totale). Questo flusso di sangue può bagnare completamente in pochi secondi un fazzoletto, garza oppure foglio di carta. In questo tipo di situazione, il sanguinamento causerà la morte della vittima in un tempo che va da pochi secondi a minuti.
I lacci emostatici improvvisati, in aggiunta al fatto di creare possibili problemi per la (si spera precoce) gestione medica del paziente, in genere falliscono nel raggiungere una forza sufficiente per comprimere adeguatamente le arterie dell'arto. Come risultato, non soltanto non fermano il sanguinamento arterioso, ma potrebbero addirittura aumentare il sanguinamento a causa del diminuito deflusso venoso. Alcuni sostengono che i lacci emostatici non dovrebbero mai essere utilizzati in ambito pre-ospedaliero, neanche quando si prospetta un'amputazione

## Utilizzo nel mondo

### Stati Uniti
La decisione di impiegare un laccio emostatico dovrebbe essere fatta da un professionista soccorritore o preferibilmente da un medico se possibile. Ma soltanto quando un intenso sanguinamento esterno non può essere controllato con altri mezzi, il laccio emostatico può essere l'unico modo di salvare il ferito. (Un medico-chirurgo potrebbe usare una clamp vascolare oppure procedere oltre, eseguendo un intervento chirurgico sul campo.)
Negli Stati Uniti molti libri di primo soccorso destinati ai civili non insegnano più l'utilizzo del laccio emostatico per le seguenti ragioni:
- L'efficacia della pressione diretta sulla ferita, l'innalzamento dell'arto e l'utilizzo dei punti di pressione (controlla il sanguinamento severo in quasi il 90% dei casi secondo quanto stimato da fonti mediche USA).
- L'aumento della difficoltà di riattaccare un arto amputato quando il laccio emostatico viene applicato alla vittima.
- L'uso immotivato da parte di soccorritori occasionali poco addestrati.
- I rischi non evitabili sia per l'arto che per la vita anche quando siano propriamente impiegati.
- La rarità delle ferite e condizioni che davvero richiedono lacci emostatici (amputazioni, resezioni di arterie, ferite molto lacere), che tipicamente avvengono in scenari inusuali come nel lavoro con macchinario pesante agricolo o industriale e sul campo di battaglia.

#### Forze armate degli Stati Uniti
L'esperienza sul campo di battaglia in Iraq ha indotto i militari USA a riconsiderare il 'senso comune' ('conventional wisdom') riguardante i lacci emostatici. Emorragie dalle estremità, che mettono a repentaglio la vita, sono diventate più comuni perché il giubbotto antiproiettile, il casco in kevlar ed altre moderne forme di armatura proteggono il torso. Le ferite esplosive da mina, provocate per lo più agli arti, raramente risultano in una amputazione pulita oppure permettono di salvare l'arto, e dunque l'applicazione rapida di un laccio emostatico può salvare immediatamente una vita quando il sangue arterioso (schizzi intermittenti di sangue rosso) fuoriesce copioso da questo tipo di ferite maggiori.

### Forze armate del Canada
Allo stesso modo dei militari USA, le Forze Canadesi utilizzano il laccio emostatico nelle ferite da combattimento. L'utilizzo nel conflitto (2002-2010) in Afghanistan ha grandemente ridotto la mortalità delle truppe che hanno sofferto gravi traumi alle estremità. Ad ogni soldato viene assegnato un laccio emostatico e viene addestrato per utilizzarlo come parte dell'addestramento previo al dispiegamento.

### Esercito norvegese
In Norvegia, a tutti i soldati viene richiesto di portate un laccio emostatico nei loro corredo personale di pronto soccorso. Nel libretto di addestramento vi sono chiare istruzioni che stabiliscono che 15 minuti dopo l'applicazione del laccio emostatico, non può essere più tolto senza attenta osservazione e terapia medica, e che soltanto professionisti addestrati della medicina sono autorizzati a rimuoverlo.

### Australia
In Australia, le persone seguono un corso di primo soccorso che insegna a non utilizzare mai il laccio emostatico. Inoltre viene anche loro chiarito che, se possiedono un certificato di primo soccorso, andranno incontro a problemi legali se useranno un laccio emostatico.